# Eupithecia unedonata
Eupithecia unedonata är en fjärilsart som beskrevs av Paul Mabille 1867. Eupithecia unedonata ingår i släktet Eupithecia och familjen mätare. Inga underarter finns listade i Catalogue of Life.

## Bildgalleri

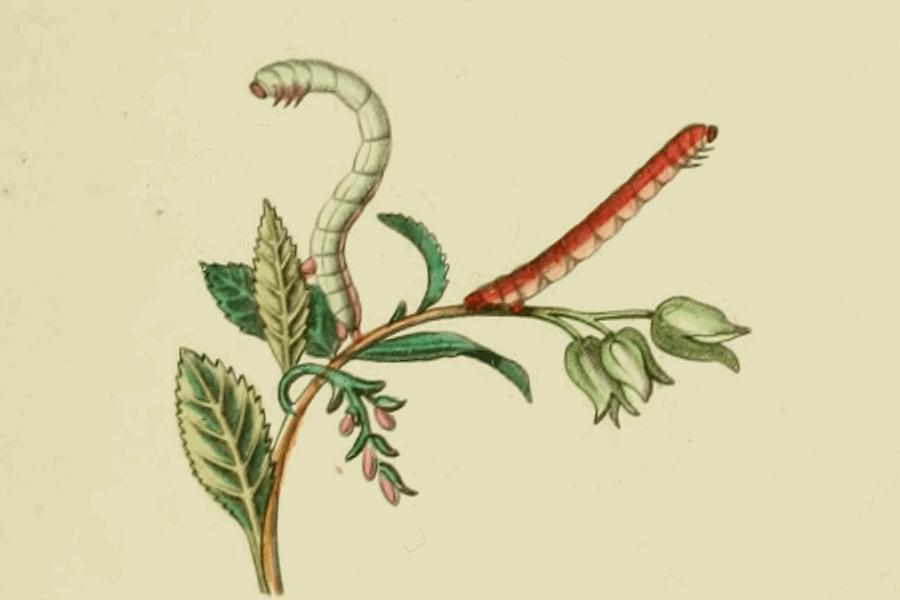